# Faßberg
Faßberg – gmina samodzielna (niem. Einheitsgemeinde) w Niemczech, w kraju związkowym Dolna Saksonia, w powiecie Celle. Gmina rozciąga się na obszarze 102,00 km² i w 2008 r. liczyła 6 921 mieszkańców.

## Współpraca
- Yerville, Francja
- Duszniki, Polska[1]